# 茨康目
茨康目（學名：Czekanowskiales）是一类史前种子植物，又称线银杏或茨康叶，化石紀錄主要發現於晚三叠世、侏罗纪和早白垩世地层，另有疑似的雌球果化石纪录產自意大利的二叠纪晚期地层。

## 分类位置
由于茨康类和银杏类的营养器官、地理分布和在地质时期的繁盛时间极其相似，而且经常相伴产出，所以人们在确认茨康类的繁殖器官之前，长期将茨康类植物归于银杏纲。但通过对茨康类的雌性生殖器官薄果穗属（Leptostrobus）的研究，发现其蒴果是由未完全封闭的上下两瓣组成，其中含有胚珠，蒴果排列呈果穗状。这使茨康类更像是极其原始的被子植物，而与银杏类及其它裸子植物有明显区别。茨康类应属前被子植物（pro-angiosperms），但其具体分类位置未定。

## 下属类群
营养器官形态属：
- 拟刺葵属 Phoenicopsis
  - 斯蒂芬叶亚属 P. (Stephenophyllum)
  - 拟刺葵亚属 P. (Phoenicopsis)
  - 温德瓦狄叶亚属 P. (Windwardia)
  - 苦戈维尔叶亚属 P. (Culgoweria)
- 茨康叶属 Czekanowskia
  - 茨康叶亚属 Cz. (Czekanowskia)
  - 亚属 Cz. (Harrisella)
  - 亚属 Cz. (Vachrameevia)
- 小楔叶属 Sphenarion
- 似管状叶属 Solenites

繁殖器官形态属：
- 薄果穗属 Leptostrobus（雌性繁殖器官）
- 属 Staphidiophora（雌性繁殖器官）
- 槲寄生穗属 Ixostrobus（雄性繁殖器官）

## 形态特征
茨康类的营养器官着生于短枝上、两歧分叉，叶片呈细线形，叶脉平行。这些特征与某些银杏类接近，茨康类的角质层也与银杏类很相似。蒴果是由未完全封闭的上下两瓣组成，其中含有胚珠，蒴果排列呈果穗状。这使茨康类更像是极其原始的被子植物，而与银杏类有明显区别。